# پروانه‌ماهی مشبک
پروانه‌ماهی مشبک (نام علمی: Chaetodon rafflesii) نام یک گونه از سرده پروانه‌ماهی است.